# Sørland
Sørland is een plaats in de Noorse gemeente Værøy, provincie Nordland. Sørland telt 542 inwoners (2007) en heeft een oppervlakte van 1,2 km².